# Petrojet Football Club
Il PetroJet Football Club (in arabo  نادي بتروجيت‎?) è una società calcistica di Suez, Egitto. Milita nell'Egyptian Premier League, la massima divisione del campionato nazionale. Il club è di proprietà dell'omonima compagnia petrolifera PetroJet.

## Performance
- Egyptian Premier League
  - 2006-2007: 7ª posizione
  - 2007-2008: 5ª posizione
  - 2008-2009: 3ª posizione

- Coppa d'Egitto
  - 2003-2004 - 32° di finale
  - 2004-2005 - 16° di finale
  - 2006-2007 - 16° di finale
  - 2007-2008 quarti di finale
  - 2008-2009 - semi-finale

## Palmarès

### Altri piazzamenti
- Campionato egiziano:

Terzo posto: 2008-2009
- Coppa d'Egitto:

Semifinalista: 2008-2009, 2015